# Kenneth Emery
Kenneth Orris Emery, född 6 juni 1914 i Swift Current, Saskatchewan, Kanada, död 12 april 1998, var en amerikansk oceanograf och maringeolog. 
Emery blev 1941 filosofie doktor i geologi vid University of Illinois. Han var 1962-1979 verksam som lärare och forskningsledare vid Woods Hole Oceanographic Institution i Massachusetts. Han invaldes 1977 som utländsk ledamot av svenska Vetenskapsakademien.

## Utmärkelser
- Francis P. Shepard Medal,  1969[4]
- Maurice Ewing Medal,  1985[5]
- William H. Twenhofel Medal,  1989[6][4]
- Guggenheimstipendiet[7]

[Redigera Wikidata]